# Punctozotroctes nordestinus
Punctozotroctes nordestinus là một loài bọ cánh cứng trong họ Cerambycidae.